# 溴化锂
溴化鋰是锂的溴化物，化学式 LiBr。它是一种白色固体，极易溶于水。它极易潮解，使得 LiBr 可用作干燥剂。

## 制备和性质

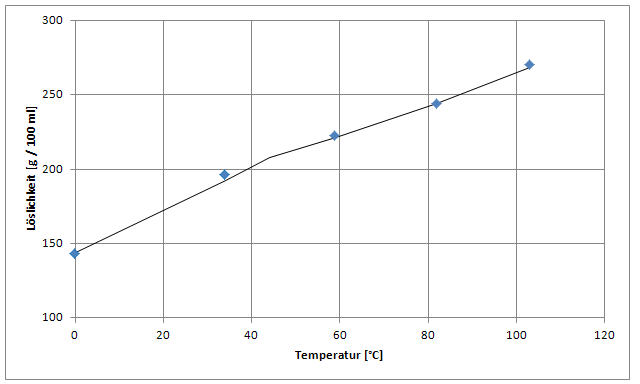
温度和溴化锂在水中的溶解度之间的关系

LiBr 的相图

溴化锂可以由碳酸锂和氢溴酸反应而成，或是由氢氧化锂和溴反应而成。 不像其它碱金属溴化物，溴化锂会形成各种水合物。 无水溴化锂是立方晶系的，类似于食盐（氯化钠）。
氢氧化锂和氢溴酸反应，也可以得到溴化锂。
LiOH + HBr → LiBr + H2O

## 用处
50% ~60% 的溴化锂水溶液在空调系统中用作干燥剂。它也与水一起被用作吸收制冷的盐（见吸收式制冷）。固态 LiBr 是有机合成的一种试剂。它可用于氧化反应和氢甲酰化反应的催化剂中。它还用于含有酸性质子的有机化合物的去质子化和脱水，以及类固醇和前列腺素的纯化。

### 医药应用
溴化锂从 1900年代初开始被用作镇静剂。但在 1940年代，随着新型镇静剂的出现，以及一些心脏病患者在使用氯化锂（盐的替代品）后死亡，它变得不受欢迎。类似碳酸锂和氯化锂，溴化锂也用于治疗躁鬱症。

## 扩展阅读
- Haynes, William M. (编).  97th. CRC Press. 2016. ISBN 9781498754293.